# محوطه کند تپه سی
محوطه کند تپه سی مربوط به دوران‌های تاریخی پس از اسلام است و در شهرستان بوئین‌زهرا، بخش آبگرم، روستای قمشلو واقع شده و این اثر در تاریخ ۲۵ اسفند ۱۳۷۹ با شمارهٔ ثبت ۳۱۱۹ به‌عنوان یکی از آثار ملی ایران به ثبت رسیده است.